# 枇杷拟盲蟹
枇杷拟盲蟹（学名：Typhlocarcinops ocularia）为长脚蟹科拟盲蟹属的动物。分布于日本、日本南部海域、菲律宾等地，生活环境为海水，常栖息于水深75-90米的软泥底。其生存的海拔范围为-90至-75米。